# 明倫短期大学
明倫短期大学（めいりんたんきだいがく、英語: Meirin College）は、新潟県新潟市西区真砂3-16-10に本部を置く日本の私立大学。1997年創立、1997年大学設置。大学の略称は明倫。

## 概観
大学全体
- 新潟県新潟市西区に所在する日本の私立短期大学で、設置主体は学校法人明倫学園[1]。
- 1997年に開学し[2]。、2学科と専攻科2専攻からなっている男女共学の短大である。

建学の精神（校訓・理念・学是）
- 「人格の陶冶」、「知識と技術の修得」、「社会への医療技能の還元」

教育および研究
- 日本全国で有数の歯科技工士を養成する学科をもつところに特徴がある。歯科衛生士学科では、新潟大学医歯学総合病院や日本歯科大学新潟病院などでの実習も取り入れられている。

学風および特色
- 学食イベントと称した行事や、シーサイドウォーキングが行なわれている。

## 沿革
- 1953年
  - 3月 歯科技工施設附属歯科補綴研究所設立
- 1955年
  - 8月 特例歯科技工士認定試験（旧・歯科技工法（昭和30年法律第168号））の受験指導を開始
- 1959年
  - 財団法人歯友会の設立認可を受ける[3]
  - 7月 厚生省指定の歯友会歯科技工士養成所、歯友会歯科衛生士養成所開校
- 1960年
  - 4月 防衛庁により防衛庁委託学生施設の指定を受ける（海上自衛官、航空自衛官を依託学生として受け入れる全国唯一の防衛庁指定歯科技工士養成所となる）
- 1961年
  - 4月1日 歯科技工士有資格者を対象に高度技術習得のための歯科技工士専修科（2年制）を併設
- 1966年
  - 4月 歯友会歯科技工士養成所の名を歯友歯科高等専修学校と改める
- 1967年
  - 4月 歯友会歯科衛生士養成所を歯友歯科高等専修学校に包含し、歯科技工士科、歯科衛生士科、歯科技工士専修科と改める。また歯科技工士科を2年制とする
- 1975年
  - 4月 歯科衛生士科を2年制とする
- 1976年
  - 4月 校名を歯友会歯科技術専門学校に改める
- 1996年
  - 12月19日 左記を以て文部省[注 2]より短期大学の設置が認可される[注 3]。
- 1997年
  - 4月1日 明倫短期大学が以下の学科体制にて開学[6]。
    - 歯科技工士学科 入学定員80名
    - 歯科衛生士学科 入学定員120名

  - 5月1日 学生数[7]/定員
    - 歯科技工士学科 62[注 4]/80
    - 歯科衛生士学科 81[注釈 1]/120
- 1998年
  - 5月1日 学生数[8]/定員
    - 歯科技工士学科 118[注 5]/160
    - 歯科衛生士学科 152[注釈 1]/240
- 1999年
  - 4月1日 専攻科の設置が認められ、以下の課程を設ける[9]。
    - 生体技工専攻 入学定員20名[注釈 2]
    - 保健言語聴覚学専攻 入学定員10名[注釈 2]
    - 医療衛生専攻 入学定員10名[注釈 2]

  - 5月1日 学生数[11]/定員
    - 歯科技工士学科 126[注 6]/160
    - 歯科衛生士学科 148[注釈 1]/240
- 2005年
  - 4月1日 以下については、この年度で学生募集を最終とする[注 7]。
    - 専攻科医療衛生専攻[注 8]
- 2006年
  - 4月1日 歯科衛生士学科を3年制へ移行し、入学定員を120→100に減員[注 9]
- 2009年
  - 4月1日 専攻科に以下の課程を設ける[注 10]。
    - 口腔保健衛生学専攻 入学定員10名[注 11]
    - 7月 附属施設として「ことばスクール」を開設
- 2010年
  - 1月 学生総合支援センターを開設
  - 4月 附属施設として「学校法人明倫学園歯友会居宅介護支援センター」を開設。
- 2011年
  - 4月1日 歯科技工士学科の入学定員を80→70に減員[注 12]。
- 2013年
  - 4月1日 この年度における出来事を以下、列挙する。
    - 各学科における入学定員を以下の通り減員する[注 13]
      - 歯科技工士学科 70→50
      - 歯科衛生士学科 100→80

    - 以下については、この年度で学生募集を最終とする[注 14]。
      - 専攻科保健言語聴覚学専攻[注 15]
- 2014年
  - 1月 平成26年度大学入試センター試験参加短期大学の1校となる[24]。
- 2015年
  - 1月 平成27年度大学入試センター試験参加短期大学の1校となる[25]。
  - 3月
    - 財団法人短期大学基準協会より適格認定される
    - 1・3・5号館校舎の耐震工事竣工

  - 4月1日 専攻科生体技工専攻の入学定員を20→10に減員[注 16]。
- 2016年
  - 1月 平成28年度大学入試センター試験参加短期大学の1校となる[26]。
- 2017年
  - 4月1日 専攻科生体技工専攻が大学改革支援・学位授与機構認定の専攻科として認定される[注 17]。
- 2020年
  - 4月1日 各学科における入学定員減を以下の通り行う[注 18]。
    - 歯科技工士学科 50→30
    - 歯科衛生士学科 80→60

## 基礎データ

### 所在地
- 新潟県新潟市西区真砂3-16-10

### 交通アクセス
- JR越後線小針駅下車。徒歩15分~20分。
- バスを利用する場合は、JR新潟駅万代口より新潟交通「W1 有明線」の「W10有明経由 内野営業所行き」「W11有明経由 グリーン団地前行き」「W12有明経由 信楽園病院行き」のいずれかに乗り「国立西新潟中央病院前」バス停留所で下車。

### 象徴
- ホームページほか右記資料も参照のこと[注 19]。

## 教育および研究

### 組織

#### 学科
- 歯科技工士学科 入学定員30名[1]
- 歯科衛生士学科 入学定員60名[1]

#### 専攻科
- 生体技工専攻 入学定員10名[1]
  - 歯科技工士養成機関である短期大学や専修学校専門課程を卒業した人を対象とした専攻課程で、附属歯科診療所での研修制度がある。修業年限は2年。独立行政法人大学評価・学位授与機構の認定を受け、「学士」の学位を申請することができる。
- 口腔保健衛生学専攻 入学定員10名[1]
  - 歯科衛生士養成機関である短期大学や専修学校専門課程を卒業した人を対象に、歯科衛生士のスペシャリストを育てる専攻課程で修業年限は1年。独立行政法人大学評価・学位授与機構の認定を受け、「学士（口腔保健学）」の学位を申請することができる。

過去にあった専攻課程
- 医療衛生専攻 入学定員10名[注 20]
  - 歯科衛生系の短期大学卒業者を対象とした専攻課程で[注 21]、歯科保健指導の研究を深めることが目標とされていた。｢リハビリテーション医学｣・｢地域看護学実習｣・｢教育心理学｣などの科目があった。修業年限は2年制となっていた。
- 保健言語聴覚学専攻 入学定員10名[注 22]
  - 先に述べた医療衛生専攻とともに、歯科衛生士学科の専攻科として設置された。歯科衛生士のみならず看護師養成の短期大学や専修学校専門課程卒業者を対象として、言語聴覚士を養成する（受験資格取得を目指す）専攻課程だった。修業年限は2年制。

#### 別科
- なし

##### 取得資格について
- 歯科技工士国家試験受験資格：歯科技工士学科
- 歯科衛生士国家試験受験資格：歯科衛生士学科
- メディカルクラーク2級（歯科）検定：歯科衛生士学科
- 文部科学省後援A・F・T色彩検定：歯科技工士学科、歯科衛生士学科
- 日商PC検定：歯科技工士学科、歯科衛生士学科
- 社会福祉主事任用資格：歯科衛生士学科

#### 附属機関
- 附属歯科診療所
- 学生寮
- 附属図書館

### 研究
- 『明倫短期大学紀要』[37]

## 学生生活

### 部活動・クラブ活動・サークル活動
- 明倫短期大学のクラブ活動
  - 体育系：バレーボール・バドミントン・サッカー・バスケットボール・硬式テニスなどがある。
- 文化系：IT・英検研究・文化芸能などがある。

### 学園祭
- 明倫短期大学の学園祭は「明倫祭」と呼ばれ毎年、概ね10月に実施されている。

## 施設

### キャンパス内
- 1号館
- 3号館
- 5号館
- 6号館
- 7号館：国際技術交流会館・学生寮がある。

### 施設内
- 歯科衛生士基礎実習室
- 歯科技工士実習室
- 図書館
- 売店ほか

## 社会との関わり
- 公開講座が行われている。

## 卒業後の進路について

### 就職について
- 全学科・専攻科とも専門職としてほぼ全員が、歯科診療所を中心に医療機関に就職している。

### 編入学・進学実績
- 本科卒業生の中には明倫短期大学専攻科に進学している学生もいる。